# Mialo Mwape
Mialo Mwapé Mialo (né le 30 décembre 1951 à l'époque au Congo belge et aujourd'hui en République démocratique du Congo) est un joueur de football international congolais (RDC), qui évoluait au poste de défenseur.

## Biographie

### Carrière en équipe nationale
Avec l'équipe du Zaïre, il joue 2 matchs, sans inscrire de but, entre 1974 et 1976.
Il figure dans le groupe des sélectionnés lors de la Coupe du monde de 1974. Lors du mondial organisé en Allemagne, il ne joue aucun match.